# Джош Гробан
Джош Гробан (на английски: Josh Groban) е американски певец, композитор, музикант, актьор и продуцент. Албумите му имат платинен статус. Номиниран е за награда Грами.

## Детство и образование
Джош Гробан е роден в Лос Анджелис, Калифорния. Неговата майка е учителка, а баща му е бизнесмен. Той има брат, Крис, който е точно с четири години по-малък. Има руски, полски, норвежки и еврейски произход. 

Започва да пее още в пети клас, но първоначално иска да се занимава с актьорско майсторство. Прекъсва следването си по време на първия семестър, за да преследва музикална кариера.

## 1998 – 2001: дебют
В края на 1998 г. вокалният педагог на Джош Гробан го запознава с продуцента носител на награда Грами Дейвид Фостър. Това запознанство води до подписването на звукозаписен договор с Уорнър Брос.

Гробан изпълнява дуета There for me със Сара Брайтмън по време на нейното турне La Luna World Tour през 2000 – 2001 г. 

Той записва в дует с Лара Фабиан песен към саундтрака на филма Изкуствен интелект. 

През този период започват и участията му в подкрепа на различни благотворителни инициативи.

Дебютният му едноименен албум излиза на пазара през ноември 2001 г. Повече от два милиона копия са продадени през следващата година.

## 2002 – 2005: втори албумCloser
През февруари 2002 г. Джош Гробан пее на церемонията по закриването на Зимните Олимпийски игри в Солт Лейк Сити. Той участва и на концерта в Осло, Норвегия, който традиционно се провежда във връзка с Нобеловата награда за мир.

През ноември 2003 г. на пазара излиза вторият албум на Джош Гробан Closer. Заглавието на албума отразява усещането на Гробан, че песните в него дават по-добра представа за неговата личност. Два месеца след излизането си албумът се изкачва до първо място в класацията на Билборд.

Песента Remember става част от саундтрака на филма Троя.

## 2005 – 2010:Awake
През 2005 г. Джош Гробан получава първата си номинация за награда Грами за най-добро мъжко вокално изпълнение, благодарение на сингъла You raise me up. 

През ноември 2006 г. той издава третия си студиен албум Awake. 

От февруари до август 2007 г. певецът предприема световно турне в подкрепа на новия албум. 

Той записва дует с Барбара Стрейзънд – песента се казва All I Know of Love.

## 2010 – до днес
Петият студиен албум на Джош Гробан, озаглавен Illuminations, е издаден през ноември 2010 г. Певецът е автор на 11 от общо 13 песни в албума. По-голямата част от 2011 г. той прекарва в изнасяне на концерти в 81 града на три континента. Турнето е озаглавено Straight to You Tour.

## Албуми
| Година | Албум         | RIAA              |
| ------ | ------------- | ----------------- |
| 2001   | Josh Groban   | четворно платинен |
| 2003   | Closer        | петорно платинен  |
| 2006   | Awake         | двойно платинен   |
| 2007   | Noël          | петорно платинен  |
| 2010   | Illuminations | платинен          |

## Някои по-известни дуети
| Дует с            | Песен              | бележки                             |
| ----------------- | ------------------ | ----------------------------------- |
| Шарл Азнавур      | La Boheme          |                                     |
| Бионсе            | Believe            | церемония по връчването на Оскарите |
| Андреа Бочели     | The Prayer         | церемония по връчване на Грами      |
| Селин Дион        | The Prayer         |                                     |
| Стинг             | Shape of my heart  |                                     |
| Барбара Стрейзънд | All I know of love |                                     |